# Tetraponera thagatensis
Tetraponera thagatensis é uma espécie de formiga do gênero Tetraponera, pertencente à subfamília Pseudomyrmecinae.